# Louise Lagrange

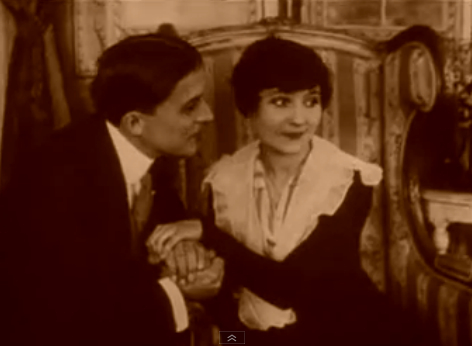
Les Vampires, con Édouard Mathé

Louise Lagrange (19 de agosto de 1897- 28 de febrero de 1979) fue una actriz cinematográfica francesa, activa principalmente en la época del cine mudo. 

## Biografía
Su nombre completo era Louise Marie Lagrange, y nació en Orán, Argelia. 
Lagrange desarrolló principalmente su carrera de actriz en el cine mudo bajo la dirección de Louis Feuillade y Georges Méliès. Debutó a los nueve años de edad como Cenicienta en Cendrillon ou La Pantoufle merveilleuse, papel que retomó en 1911 en una versión dirigida por Georges Méliès.
Entre los directores con los que trabajó figuran Albert Capellani, Léonce Perret y, sobre todo, Louis Feuillade, con el cual rodó numerosas películas. En el serial Les Vampires tuvo el papel de la novia, y más adelante esposa, del protagonista, Philippe Guérande. En 1924 actuó en A sainted devil, film de Joseph Henabery que tenía como protagonista a Rodolfo Valentino. Su última interpretación fue la de Jacqueline en la película Judex 34.
Louise Lagrange falleció en París, Francia, en 1979, estuvo casada con el director Maurice Tourneur. Fue cuñada del actor Pierre Blanchar.

## Filmografía
| - 1911 : La dernière conquête de Don Juan, de Jean Durand - 1911 : L'orgie romaine, de Louis Feuillade - 1911 : Quand les feuilles tombent, de Louis Feuillade - 1911 : La suspicion, de Louis Feuillade - 1912 : Cendrillon ou la pantoufle mystérieuse, de Georges Méliès - 1912 : Le maléfice, de Louis Feuillade - 1912 : La mort de Lucrèce, de Louis Feuillade - 1914 : Fantômas contre Fantômas, de Louis Feuillade - 1914 : Cadette, de Léon Poirier - 1914 : Le miracle d'amour (anónimo) - 1914 : Severo Torelli, de Louis Feuillade - 1914 : Les fiancés de 1914, de Louis Feuillade - 1914 : La neuvaine, de Louis Feuillade - 1914 : Le roman de la midinette, de Louis Feuillade - 1915 : Autour d'une bague, de Gaston Ravel - 1915 : La barrière, de Gaston Ravel - 1915 : L'Ombre de la mort, de Louis Feuillade - 1915 : Celui qui reste, de Louis Feuillade - 1915 : Madame Fleur de Neige, de Gaston Ravel - 1915 : Les Vampires: L'homme des poisons (episodio 9), de Louis Feuillade - 1915 : Les Vampires: Les noces sanglantes (episodio 10), de Louis Feuillade - 1916 : Le malheur qui passe, de Louis Feuillade - 1916 : Le Prix du pardon, de Louis Feuillade - 1916 : Un mariage de raison, de Louis Feuillade - 1916 : Le Noël du poilu, de Louis Feuillade - 1917 : Mères françaises, de Louis Mercanton y René Hervil | - 1917 : Le Torrent, de Louis Mercanton y René Hervil - 1917 : L'escapade de l'ingénue, de Gaston Ravel - 1918 : La maison d'argile, de Gaston Ravel - 1919 : L'héritage, de Jacques de Baroncelli - 1919 : Intrigue et jalousie (anónimo) - 1922 : Mimi Trottin, de Henri Andréani - 1922 : A sainted devil, de Joseph Henabery - 1924 : The side show of life, de Herbert Brenon - 1924 : Shadows of Paris, de Herbert Brenon - 1926 : La Femme nue, de Léonce Perret - 1927 : Dans l'ombre du harem, de Léon Mathot y André Liabel - 1928 : La Danseuse Orchidée, de Léonce Perret - 1928 : La Marche nuptiale, de André Hugon - 1928 : La nuit est à nous, de Roger Lion - 1928 : Le Ruisseau, de René Hervil - 1930 : Le défenseur, de Alexandre Ryder - 1930 : Ruines, de Edouard Elding - 1930 : Une femme a menti, de Charles de Rochefort - 1930 : Ça aussi c'est Paris, de Antoine Mourre - 1931 : Der kleine seitens prung, de Reinhold Schünzel y Henri Chomette - 1932 : La Chauve-Souris, de Pierre Billon y Carl Lamac - 1933 : Judex 34, de Maurice Champreux - 1933 : Obsession o L'Homme mystérieux, de Maurice Tourneur - 1946 : Les trois cousines, de Jacques Daniel-Norman - 1949 : La Cage aux filles, de Maurice Cloche - 1951 : Adhémar ou le Jouet de la fatalité, de Fernandel |